# Gigen
Gigen (bulgarisch Гиген) ist ein Dorf in Nordwestbulgarien unweit der Mündung des Flusses Iskar in die Donau. Es liegt in der Oblast Plewen, Gemeinde Guljanzi, 20 km westlich des Gemeindezentrums der Stadt Guljanzi und ca. 44 km nördlich vom Plewen. Am Rande des Dorfes Gigen befinden sich die Reste des römischen Kastells Colonia Ulpia Oescus. Auf der gegenüberliegenden, rumänischen Seite der Donau liegt die Stadt Corabia.
Seit 2010 ist der Gigen Peak nach Gigen benannt, ein Berg auf der Trinity-Halbinsel in der Antarktis.

## Gigen-Inschrift
Aus Gigen ist auch eine Anti-Bogomilen-Inschrift des Mönchs Anani in altbulgarisch, geschrieben in kyrillischer Schrift aus dem 10. Jahrhundert bekannt. Der Archäologe und Historiker Iwan Goschew nimmt an, dass sie während der Herrschaft von Zar Peter I. von Bulgarien fertiggestellt wurde. Der Text wurde 1947 in der alten Dorfkirche entdeckt. Die Inschrift wurde auf einem 85 Zentimeter breiten Steinblock eingraviert. Einige Fragmente des Textes sind leicht beschädigt, wurden allerdings von Goschew rekonstruiert:
Original in Altbulgarisch

„иже ... проч[ътет]ъ [еже нап]иса(х) [да проклъ]нетъ [ер]етика. аще бо и не про[клънетъ]. то д[а бѫ]детъ самъ проклѧ[тъ аще ж]е проклънетъ еретика. то [с]его бъ҃ гъ҃ помилоуетъ + се же писа анани мо[нахъ].“

Deutsche Übersetzung

„Derjenige ... der liest [was ich geschrieben habe] [sollte] den Ketzer verfluchen. Wenn sie ihn nicht verfluchen, werden sie selbst verflucht sein. Oder wenn sie den Ketzer verfluchen, möge Gott ihnen gnädig sein + So schrieb der [Mönch] Anani.“

## Persönlichkeiten
- Irina Florin (* 1961), Popsängerin
- Plamen Dontschew (* 1938),  Schauspieler